# منتخب طاجيكستان لكرة قدم الصالات
منتخب طاجيكستان لكرة قدم الصالات هو ممثل طاجيكستان الرسمي في المنافسات الدولية في كرة الصالات .